# Vlakča
Vlakča (cyr. Влакча) – wieś w Serbii, w okręgu szumadijskim, w mieście Kragujevac. W 2011 roku liczyła 592 mieszkańców.